# Suctobelbella spiculigera
Suctobelbella spiculigera är en kvalsterart som först beskrevs av Berlese 1913.  Suctobelbella spiculigera ingår i släktet Suctobelbella och familjen Suctobelbidae. Inga underarter finns listade i Catalogue of Life.